# Spartacus
För andra betydelser, se Spartacus (olika betydelser).
Spartacus, född cirka 103 f.Kr. i Thrakien, död 71 f.Kr., var soldat, slav och sedermera upprorsledare. Spartacusupproret 73–71 f.Kr. var det mest framgångsrika i sitt slag under Romerska rikets historia, men till slut besegrades det av Roms legioner.

## Biografi

### Bakgrund
Spartacus anses enligt vissa romerska historiker ha haft sitt ursprung i Thrakien. Han kan ha tjänat som soldat i de romerska legionerna, för att efter desertering ha infångats och sålts som slav och gladiator. Namnet Spartacus är sannolikt baserat på en vanligt dåtida personnamn i området runt Svarta havet; jämför den Spartokidiska dynastin i det Bosporanska riket på Krim.
Att Spartacus var thraker är dock inte helt säkert. Det fanns en typ av gladiatorstil som kallades thraker där gladiatorn slogs med en rund sköld och kort svärd alternativt kniv, och detta kan ha förvirrat källorna gällande hans geografiska ursprung (teorier finns om att Spartacus var ett artistnamn, för en gladiator som kämpade som en spartan). Det finns dock inget alternativt ursprung angivet.

### Flykt och uppror
Spartacus kom till Rom som slav. Där hamnade han i gladiatorskolan tillhörande Lentulus Batiatus i Capua.
73 f.Kr deltog han i en flykt från gladiatorskolan i Capua, tillsammans med ett 70-tal medfångar. De tog sin tillflykt till området vid Vesuvius, i närheten av dagens Neapel. Här anslöt ett antal lokala slavar till Spartacus uppbåd, och de plundrade regionen. Spartacus skall enligt uppgift ha predikat viss återhållsamhet under plundringarna, då hans huvudsyfte inte var att förödmjuka den romerska republiken utan leda slavarna mot frihet ut ur områden kontrollerade av Rom.
Vid tiden för revolten var andelen slavar i den romerska republiken mycket hög och hotet togs på stort allvar av senaten. De romerska legionerna var dock ej disponibla så man sände den oerfarne Claudius Glaber med en milisstyrka om 3 000 man för att krossa upproret. Man underskattade dock Spartacus och hans slavhop. De romerska styrkorna skall ha slarvat med fortifikationer och de överraskades fullständigt under en nattlig räd där de flesta soldater, däribland Claudius själv, dödades i sömnen. Efter denna framgång skall Spartacus anhängare ha växt till så många som 120 000 förrymda slavar. 

### Fortsatt revolt
De militära framgångarna fortsatte för Spartacus. Han skall ha varit en mycket skicklig taktiker, och hans erfarenheter inom de romerska legionerna gjorde honom till en formidabel motståndare. Hans män var dock till stor del oerfarna. Spartacus delade därför upp slavarna i grupper där hans gladiatoranhängare utbildade männen i den mån de kunde. Detta medförde att de fick en grundutbildad armé på kort tid. Armén besegrade kort därefter två romerska legioner.
Den romerska senaten sände efter detta Gellius Publicola och Gnaeus Cornelius Lentulus Clodianus med två legioner vardera mot Spartacus och hans armé. Samtidigt drabbades Spartacus av ett bakslag då en av hans närmaste män, den galliske gladiatorn Crixus, lämnade huvuddelen av armén tillsammans med 30 000 man för att plundra Italien, medan Spartacus ville lämna Italien för att ta sig in i Gallien. Crixus blev besegrad och dödades under stridigheter med Publicolas styrkor. Spartacus besegrade senare både Lentulus och Publicola.
Spartacus ändrade sig vid denna tid och vände tillbaka söderut. Trots att det inte finns några säkra källor gällande varför Spartacus och hans styrkor bestämde sig att vända åter när man var i relativ säkerhet, på väg in i Gallien, anses det vara det största misstaget han gjorde. 
År 72 övertogs befälet över styrkorna av Marcus Licinius Crassus som var vid tidpunkten en av Roms mest förmögna män. Han inledde sitt kommando av armén genom att beordra en decimering av dom legioner som besegrades i den tidigare striden. Var tionde man blev ihjälslagen av hans kamrater och resten fick lov att slå upp tälten utanför tryggheten av det befästa lägret. Han tillförde sex nyrekryterade legioner till styrkan och inledde kampanjen mot slavarna och slog i slutet av år 72 f.Kr. läger vid Rhegium vid Messinasundet. 

### Revolten slås ner
Crassus trupper hann dock ikapp slavarmén år 71 f.Kr vid Lucania och besegrade dem slutligen i ett slag vid floden Silarus. 5 000 slavar flydde slaget men besegrades strax därefter av Pompejus. Omkring 6 600 slavar överlevde slaget men avrättades genom korsfästning utmed Via Appia mellan Brundisium och Rom. De romerska källorna hävdar att Spartacus stupade i slaget, även om detta aldrig kunde bekräftas då hans kropp aldrig återfanns. Han kan ha blivit korsfäst med resten av de slavar som överlevde slaget, även om detta inte styrks i någon antik källa.

## Spartacus i kulturen
Spartacus livsöde blev romanen Spartakus (1951), skriven av Howard Fast. 1960 filmatiserades boken i regi av Stanley Kubrick och med Kirk Douglas i titelrollen. Historien har även blivit TV-serie och balett.
Asteroiden 2579 Spartacus är uppkallad efter honom.
Den underjordiska tyska organisationen Spartacusförbundet (tyska: Spartakusbund) fick namn efter Spartacus. Den grundades underjordiskt under första världskriget och anstiftade i januari 1919 en misslyckad kommunistisk revolution, spartakistupproret. Månaden innan hade man grundat Tysklands kommunistiska parti.
Ett antal ryska idrottsklubbar med namnet Spartak har uppkallats efter Spartacus (och/eller Spartakisterna).